# Pseudomedon obsoletus
Pseudomedon obsoletus – gatunek chrząszcza z rodziny kusakowatych i podrodziny żarlinków.
Gatunek ten został opisany w 1837 roku przez Alexandera von Nordmanna jako Lathrobium obsoletus.
Chrząszcz o ciele długości od 3,3 do 3,7 mm, bardzo drobno punktowanym, jasno i jedwabiście owłosionym. Ubarwienie wierzchu ciała jest  brunatnoczarne, zaś czułków, aparatu gębowego i odnóży brunatne. Głowa jest wyraźnie węższa od przedplecza, za oczami niewyraźnie rozszerzona. Przedplecze ma zaokrąglone kąty tylne i pozbawione jest linii środkowej.  Odwłok samca ma szósty sternit z tylną krawędzią płytko, łukowato wyciętą.
Owad znany z Portugalii, Hiszpanii, Irlandii, Wielkiej Brytanii, Francji, Belgii, Holandii, Niemiec, Danii, Szwecji, Finlandii, Szwajcarii, Austrii, Włoch, Estonii, Łotwy, Polski, Czech, Słowacji, Węgier, Ukrainy, Słowenii, Chorwacji, Bośni i Hercegowiny, Serbii, Czarnogóry, Rumunii, Bułgarii, Albanii, Grecji, Rosji, Azorów, Madery, kontynentalnej Afryki Północnej, krainy etiopskiej, Bliskiego Wschodu, Nearktyki i krainy australijskiej. Zasiedla wilgotne pobrzeża wód, łąki, torfowiska i skraje lasów. Bytuje pod gnijącymi szczątkami roślin, napływkami, wśród mchów i w ściółce.